# Automapa
Automapa – oprogramowanie nawigacyjne wykorzystujące system GPS.
Jest ono wspólnym produktem dwóch firm: Aqurat i Geosystems Polska.
AutoMapa pojawiła się na rynku w 2003 r. Od wersji 4.0, wprowadzonej na rynek w 2007 r., możliwy jest podgląd mapy w 3D. W porównaniu z betą 4.0 różnica jest w interfejsie. W wersji 5.0 z 2008 r. znacząco zmieniono interfejs. AutoMapa jest dostarczana z zestawem punktów POI i bazową informacją o blokadach dróg oraz kilkoma wersjami komunikatów głosowych w 10 językach (angielski, czeski, fiński, francuski, hiszpański, litewski, niemiecki, polski, portugalski, rosyjski) w tym m.in. z komunikatami wykorzystującymi głos Krzysztofa Hołowczyca, dodatkowo w internecie można znaleźć głos, np. Czesia z serialu animowanego Włatcy móch i inne. Oprogramowanie umożliwia automatyczne pobieranie informacji z serwisu miplo.pl, który zawiera dodawane przez użytkowników punkty POI i informacje o utrudnieniach drogowych.
Automapa została wyposażona w system „Automapa LiveDrive!”, który ma wspomóc kierowcę przy omijaniu korków i zatorów drogowych.
AutoMapa jest sprzedawana w dwóch wersjach:
- Polska – z mapą Polski opracowywaną przez AutoMapa Sp. z o.o.
- Europe – ze zintegrowanymi mapami: Polski Geosystems Polska oraz reszty Europy opracowywaną przez HERE(inne języki);

oraz w dwóch wersjach licencyjnych:
- OEM – zakazującą przenoszenia programu na inne urządzenia, niż to z którym nabyło się to oprogramowanie
- „pudełkowa” – umożliwiająca zainstalowanie programu na dowolnym urządzeniu a następnie przenoszenie go na inne, pod warunkiem ich zgodności systemowej i pod warunkiem używania go przez właściciela licencji.

Obie licencje zawierają roczną subskrypcję na pobieranie nowych wersji map i oprogramowania.
Od 1 lipca 2017 r. AutoMapa przestała wspierać urządzenia przenośne pracujące pod kontrolą systemu firmy Microsoft. Liczba użytkowników systemu Windows 10 Mobile i Windows Phone jest bardzo niewielka, według raportu firmy Gartner (koniec 2016 roku) zaledwie 0,3% urządzeń na świecie. Dla wszystkich użytkowników Automapy dla systemu Windows 10 Mobile oraz Windows Phone przygotowano możliwość przeniesienia licencji na znacznie popularniejszą platformę – Android lub iOS.
Wersja na system Android jest dostępna u wszystkich polskich operatorów sieci telekomunikacyjnych.
W 2019 roku AutoMapa uruchomiła platformę dla biznesu oferującą wiele funkcji związanych z geolokalizacją, monitoringiem oraz planowaniem w zakresie transportu.